# Revolta Jònica
La Revolta Jònica fou un conflicte armat entre els països de l'Àsia Menor i Xipre contra l'Imperi Persa, que va representar un episodi decisiu de la confrontació entre grecs i perses. Els habitants del sud-est d'Europa i sud-oest d'Àsia es van revoltar contra els dictadors perses que havien ocupat el seu territori. Aquest conflicte s'inicià l'any 499 aC, impulsat per Aristàgores, tirà de Milet, i acabà amb la derrota grega l'any 494 aC. Aquesta rebel·lió fou tan destacable perquè va ser el primer conflicte a gran escala entre Grècia i l'Imperi Persa, ja que els jònics van demanar ajuda a Atenes i Erètria.
Moltes ciutats ocupades pels perses en Àsia Menor i Xipre es van alçar contra els seus dominadors. Els insurrectes van aconseguir prendre Sardes però el contraatac persa va conduir a la derrota definitiva després de la batalla naval de Lade i l'ocupació de Milet el 494 aC
El seu origen va ser la voluntat de Darios I de controlar les fonts d'aprovisionament de blat i de fusta per a la construcció naval de Grècia. Per a això havia d'atacar, amb l'ajut dels contingents grecs jonis, en primer lloc, als escites, que havien creat un poderós imperi a l'actual Rússia meridional i les relacions comercials amb els grecs eren fructuoses i actives. Hi havia també, sens dubte, la intenció de controlar la ruta del comerç d'or, extret dels Urals i Sibèria i amb el qual els escites comerciaven a gran escala. Algunes expedicions contra els escites van acabar en un fracàs estrepitós, ja que aquests aplicaven la tàctica de la terra cremada a l'exèrcit persa. L'exèrcit persa va escapar del desastre i el setge gràcies a la lleialtat del contingent grec que guardava el pont sobre l'Istre (Danubi).
No obstant això, Darios I es va assegurar el domini de Tràcia mentre que el rei Amintes I de Macedònia reconegué el senyoriu de Pèrsia (513 aC). El 508 aC, l'illa de Samotràcia va caure sota el jou persa. Fins i tot Atenes va demanar, cap 508, l'aliança persa. D'aquesta campanya Darios va treure la conclusió que podia comptar amb la fidelitat dels grecs jonis. Aquests estimaven, en canvi, que es podien revoltar sense riscos excessius contra el domini persa, ja que l'expedició contra els escites havia demostrat que l'imperi Aquemènida no era invulnerable.

## Orígens de la revolta

Localització de Jònia a Àsia Menor.

La Jònia va patir en els seus interessos aquesta dominació. Estava constituïda per 12 ciutats gregues fundades cap al segle VIII aC: Milet, Efes, Focea, Clazòmenes, Colofó, Priene, Teos, Quios, Samos, Èritres, Miünt i Lèbedos. A aquestes polis cal afegir les ciutats tant d'Eòlida, regió situada al nord-oest de Jònia, com Esmirna. Aquestes ciutats, de les que s'havien apoderat Cir II, o més aviat, el seu general Hàrpag cap a 540 aC, eren pròsperes en el moment de la conquesta. Després, només Milet havia aconseguit concloure un tractat d'amistat que li assegurés una relativa independència. Va ser, però, Milet la que va originar l'aixecament de 499 aC.
No obstant això el domini persa no era costós. Cada ciutat conservava les seves institucions amb la condició expressa d'acceptar i de mantenir al tirà grec, el sàtrapa o funcionari persa que volgués enviar el «Gran Rei» Darios I i els seus successors van respectar els costums dels diferents pobles del seu Imperi i s'encarreguen de vegades de cridar a l'ordre dels funcionaris. Però Milet va sentir la seva prosperitat amenaçada per l'arribada dels perses.
Des del 512 aC, la mar Negra era un «llac persa» i Tràcia s'havia convertit en una satrapia. Milet s'abastia allà de blat i de tota mena de matèries primeres. A això s'afegia que la gent de Milet havien vist partir els seus intel·lectuals, que fugien davant la dominació persa. Els perses eren, a ulls de nombrosos grecs jonis, bàrbars reticents als "encants" de la civilització grega, que conservaven la seva llengua, la seva religió i els seus costums.
La colonització persa va tancar l'accés als mars septentrionals en el moment en què Síbaris, el magatzem occidental de Milet, va caure sota els cops de Crotona (510 aC). A més, els perses van afavorir sistemàticament els rivals fenicis de Tir i Sidó.
Després de la presa de Bizanci per part dels perses, van tancar els estrets i el comerç cap a l'Euxí. Sens dubte, demostrava una voluntat d'emancipació de les ciutats jòniques que els va empènyer a rebutjar als tirans impostos pels perses, d'una banda, i a alliberar-se del jou aquemènida, de l'altra. Quan la revolta va esclatar, va tenir com a primera conseqüència, en nombroses ciutats, l'evicció dels tirans i la proclamació de la isonomia.

## El paper de Milet i la recerca d'ajuda de la Grècia continental
La sobirania es va convertir en una prioritat. Aquesta aspiració a la llibertat va ser teoritzada per Aristàgores de Milet. Sota la bandera de l'alliberament, va reunir les ciutats jònies. L'objectiu de reprendre Bizanci i Xipre als perses i empènyer als grecs d'Àsia a la revolta semblava realista. Aquesta es va preparar amb gran secret a Naxos i a Milet. El tirà d'aquesta darrera era Histieu, retingut a Susa per Darios I. Qui dirigia la ciutat en la seva absència era el seu gendre Aristàgores, net d'un antic tirà de la ciutat. Al principi es va aliar amb els perses per reprendre Naxos (500 aC), que s'havia rebel·lat, però es va enemistar ràpidament amb el general persa.
Va rebre aleshores els consells d'Histieu, ordenant-li rebel·lar-se contra Darios. Temia, sens dubte, suportar també la responsabilitat del fracàs davant de Naxos. Després d'un tens consell dels milesis, on l'única veu discordant era la d'Hecateu, un predecessor d'Heròdot, es va oposar al projecte. Aristàgores va esgrimir l'estendard de la revolta (499 aC) i es va apoderar de diverses naus perses i fenícies. Va proclamar després la igualtat de les ciutats jònies. Aquesta aliança no tenia un projecte clar i sobretot de mitjans; calia esperar l'ajuda de la Grècia europea.
Aristàgores va partir, l'hivern de 499 aC, cap a la Grècia continental per demanar ajuda militar. El moment era poc propici, ja que Esparta estava dividida per la rivalitat dels seus dos reis Cleòmenes I i Demarat d'Esparta. Pel que fa a Atenes, amb prou feines es refeia de les consecutives convulsions fruit de la posada en pràctica de les reformes de Clístenes. Finalment, només dues ciutats van contestar a la demanda: Atenes, que va enviar vint vaixells, i Erètria, que en va enviar cinc, en reconeixement del fet que Milet l'havia ajudat antigament contra Calcis. En total no representaven més de 2.000 homes. Per a les ciutats gregues d'Europa, el problema els quedava llunyà i els conflictes locals eren jutjats més importants.

## Etapes del conflicte
Caldria, però, als perses més de 6 anys per sufocar la revolta. Els primers combats van ser favorables als jonis: la flota grega va anihilar la flota fenícia en un primer combat a les costes de Pamfília, cap al 498 aC; a terra, els perses es van preparar a assetjar la ciutat de Milet, quan Caropí, germà d'Aristàgores, va orquestrar una maniobra de dispersió amb l'ajut del contingent atenenc i va assolar Sardes, l'antiga capital de Cresos, que era la seu d'una satrapia. Però a la tornada, el sàtrapa Artafernes, que es trobava assetjant Milet, els va interceptar a la batalla d'Efes i va aconseguir la victòria (primavera de 498 aC).
Al final de l'estiu del 498 aC, el cos expedicionari grec, o almenys el que en quedava, va recollir el bagatge per tornar a Atenes i Erètria. Aquesta defecció no va impedir a la revolta guanyar amplitud. A la tardor de 498 aC, l'aixecament va guanyar Xipre, amb excepció de Cícion, així com la Propòntida i l'Hel·lespont fins a Bizanci; després es va revoltar la Cària. A principis del 497 aC, la situació dels perses era crítica, però Darios I va reaccionar amb celeritat i va portar simultàniament tres exèrcits i una nova flota. En qüestió d'un any (497 aC) la revolta va ser aixafada a Xipre i a les ciutats del Hel·lespont. Pel que fa als caris, van ser vençuts al riu Màrsies a la tardor del 497, tot i l'ajuda dels milesis; més tard Labranda, a l'estiu de 496 aC. Sembla que, en aquell temps, Aristàgores va fugir a Tràcia on va morir poc després (497) en un combat. Pel que fa a Histieu, va exercir la pirateria al mar Egeu i fou mort poc després.
Els caris es van reposar i van infligir una greu derrota als perses a la tardor següent (496 aC) a Pèdasos, Messènia. Finalment, es van entaular llargues i penoses negociacions i els caris no van deposar les armes fins al 494 aC. Milet es trobava aleshores sola. Al principi de l'any 494 aC, els perses van concentrar les seves tropes contra Milet. La ciutat va haver de ser assaltada simultàniament per terra i per mar. Una batalla naval, entre unes 350 naus gregues i 600 naus fenícies, egípcies i xipriotes es va estendre al llarg de l'illa de Lade durant l'estiu del 494 aC (Batalla naval de Lade). Després de tractar amb els perses, les naus de Samos i Lesbos es retiren abans de començar la batalla i la flota grega és anihilada. La ciutat va ser presa i arrasada poc després i la seva població deportada a la vora del Tigris. L'any 493 aC, els perses van sotmetre a les últimes ciutats i illes rebels (Quios, Lesbos i Tènedos), mentre que la seva flota va navegar victoriosa per les costes del Hel·lespont i de Calcedònia.

## Conseqüències de la derrota jònica
Aquesta derrota va arrossegar a la Grècia continental, en particular a Atenes, a una profunda reacció de tristesa. Així el poeta Frínic va compondre una obra titulada La Presa de Milet que feia negar en llàgrimes al públic (essent condemnat l'autor a una multa de 1000 dracmes per haver recordat esdeveniments desgraciats).
La intervenció militar persa a l'Àsia Menor havia tornat a Darios I cap a Occident i va suscitar idees expansionistes, o almenys, el desig d'establir a Grècia règims que li fossin favorables. El paper jugat per Atenes i Erètria li van mostrar la necessitat d'imposar la seva autoritat sobre les dues ribes del mar Egeu. Tanmateix, si s'exceptua la sort de Milet, Darios I va usar una moderació relativa que va imposar un fort tribut a les ciutats revoltades però permetent la seva autonomia.